# Building Nothing Out of Something
Building Nothing Out of Something es la primera compilación de la banda Modest Mouse. El álbum contiene comprometedores sencillos y canciones raras de varios puntos de la carrera de la banda. Salió en ambas versiones CD y Vinyl LP. El álbum fue realizado bajo Up Records el 18 de enero del 2000.

## Lista de canciones
1. "Never Ending Math Equation" – 3:23
2. "Interstate 8" – 4:39
3. "Broke" – 3:19
4. "Medication" – 5:01
5. "Workin' on Leavin' the Livin'" – 6:40
6. "All Night Diner" (also entitled "All Nite Diner") – 4:44
7. "Baby Blue Sedan" – 4:04
8. "A Life of Artic Sounds" – 2:29
9. "Sleepwalking" – 3:23
10. "Grey Ice Water" – 5:05
11. "Whenever You Breathe Out, I Breathe In (Positive Negative)"
12. "Other People's Lives" – 7:10

- Nota: la palabra Artic de la canción número 8 está mal escrita, así lo tituló la banda, la palabra correcta sería Arctic.

- Datos: Q4986489